# Neko mix genkitan Toraji
Neko mix genkitan Toraji (猫mix幻奇譚とらじ) est un manga de Yumi Tamura. Il commence sa prépublication dans le Monthly Flowers de Shōgakukan en février 2005. Le premier volume tankōbon paraît le 25 janvier 2008 au Japon et 14 volumes sont parus à la date de mars 2025.

## Synopsis
Depuis deux mille ans, la guerre entre les souris et les humains fait rage.
Pai Yan est l'un des sept héros du roi, se battant sans cesse pour repousser les armées de souris, sans repos.
Réalisant un exploit pour son roi, il est récompensé par une année de congés qu'il met à profit pour retourner dans son village où vivent sa femme Joze et son fils Rio. Mais la veille de son arrivée le village est attaqué par une souris musicienne qui dévaste tout, tuant de nombreux habitants. Rio est enlevé par une souris de magie. Par-dessus le marché, Pai Yan découvre que sa femme, croyant qu'il l'a abandonnée, est partie nul ne sait où.
Seul lui reste Toraji, petit chat élevé par Rio, transformé en « chat mix » par l'envoûtement de la souris de magie. Devenu capable de parler, d'écrire, marchant sur deux pattes, Toraji se dit capable de retrouver la souris de magie et Rio par leur odeur. Bon gré mal gré, Yan Pai accepte qu'il l'accompagne à la recherche de son fils.
Durant leur voyage, Pai Yan va découvrir qu'il ignore de nombreuses choses sur le monde, sur les souris qui sont pourtant ses ennemis, et surtout sur lui-même et ses émotions.

## Liste des volumes
| no | Japonais          | Japonais          |
| no | Date de sortie    | ISBN              |
| -- | ----------------- | ----------------- |
| 1  | 25 janvier 2008   | 978-4-09-131478-9 |
| 2  | 9 janvier 2009    | 978-4-09-132259-3 |
| 3  | 10 novembre 2009  | 978-4-09-132810-6 |
| 4  | 10 février 2011   | 978-4-09-133465-7 |
| 5  | 10 février 2012   | 978-4-09-134263-8 |
| 6  | 8 mars 2013       | 978-4-09-135074-9 |
| 7  | 10 janvier 2014   | 978-4-09-135740-3 |
| 8  | 9 janvier 2015    | 978-4-09-136800-3 |
| 9  | 10 novembre 2015  | 978-4-09-137769-2 |
| 10 | 10 novembre 2016  | 978-4-09-138680-9 |
| 11 | 10 janvier 2018   | 978-4-09-870030-1 |
| 12 | 10 juillet 2019   | 978-4-09-870536-8 |
| 13 | 10 septembre 2020 | 978-4-09-871104-8 |
| 14 | 10 mars 2025      | 978-4-09-872898-5 |

### Édition japonaise
1. 1 2  (ja) « 猫ｍｉｘ幻奇譚とらじ １ », sur Shōgakukan,‎ 25 janvier 2008 (consulté le 29 mai 2021)
2. 1 2  (ja) « 猫ｍｉｘ幻奇譚とらじ ２ », sur Shōgakukan,‎ 9 janvier 2009 (consulté le 29 mai 2021)
3. 1 2  (ja) « 猫ｍｉｘ幻奇譚とらじ ３ », sur Shōgakukan,‎ 10 novembre 2009 (consulté le 29 mai 2021)
4. 1 2  (ja) « 猫ｍｉｘ幻奇譚とらじ ４ », sur Shōgakukan,‎ 10 février 2011 (consulté le 29 mai 2021)
5. 1 2  (ja) « 猫ｍｉｘ幻奇譚とらじ ５ », sur Shōgakukan,‎ 10 février 2012 (consulté le 29 mai 2021)
6. 1 2  (ja) « 猫ｍｉｘ幻奇譚とらじ ６ », sur Shōgakukan,‎ 8 mars 2013 (consulté le 29 mai 2021)
7. 1 2  (ja) « 猫ｍｉｘ幻奇譚とらじ ７ », sur Shōgakukan,‎ 10 janvier 2014 (consulté le 29 mai 2021)
8. 1 2  (ja) « 猫ｍｉｘ幻奇譚とらじ ８ », sur Shōgakukan,‎ 9 janvier 2015 (consulté le 29 mai 2021)
9. 1 2  (ja) « 猫ｍｉｘ幻奇譚とらじ ９ », sur Shōgakukan,‎ 10 novembre 2015 (consulté le 29 mai 2021)
10. 1 2  (ja) « 猫ｍｉｘ幻奇譚とらじ １０ », sur Shōgakukan,‎ 10 novembre 2016 (consulté le 29 mai 2021)
11. 1 2  (ja) « 猫ｍｉｘ幻奇譚とらじ １１ », sur Shōgakukan,‎ 10 janvier 2018 (consulté le 29 mai 2021)
12. 1 2  (ja) « 猫ｍｉｘ幻奇譚とらじ １２ », sur Shōgakukan,‎ 10 juillet 2019 (consulté le 29 mai 2021)
13. 1 2  (ja) « 猫ｍｉｘ幻奇譚とらじ １３ », sur Shōgakukan,‎ 10 septembre 2020 (consulté le 29 mai 2021)
14. 1 2  (ja) « 猫ｍｉｘ幻奇譚とらじ １4 », sur Shōgakukan,‎ 10 mars 2025 (consulté le 1er avril 2025)